# 北海道共和高等学校
北海道共和高等学校（ほっかいどうきょうわこうとうがっこう、Hokkaido Kyowa High School）は、かつて北海道岩内郡共和町に存在した公立（道立）の高等学校。同校閉校により岩内郡・古宇郡を含めた「岩宇（がんう）地域」の高校は岩内高校1校だけとなった。

## 沿革
- 1951年 - 北海道岩内高等学校の小沢分校と前田分校が開校。
- 1952年 - 小沢分校と前田分校がそれぞれ小沢高等学校・前田高等学校として独立。
- 1957年 - 小沢高等学校と前田高等学校の統合により共和高等学校として発足。
- 1968年 - 共和農業高等学校と改称。
- 1976年 - 全日制普通科に転換し北海道共和高等学校と改称。
- 1978年 - 道立移管。
- 2019年 - 3月31日をもって閉校。それに先立ち2018年11月に閉校式典が執り行われた。